# 卡勒·斯文松
卡勒·斯文松（瑞典語：Kalle Svensson，1925年11月11日—2000年7月15日），瑞典男子足球运动员。他曾代表瑞典参加1948年和1952年夏季奥林匹克运动会足球比赛，获得一枚金牌和一枚铜牌。